# Naval Station Newport

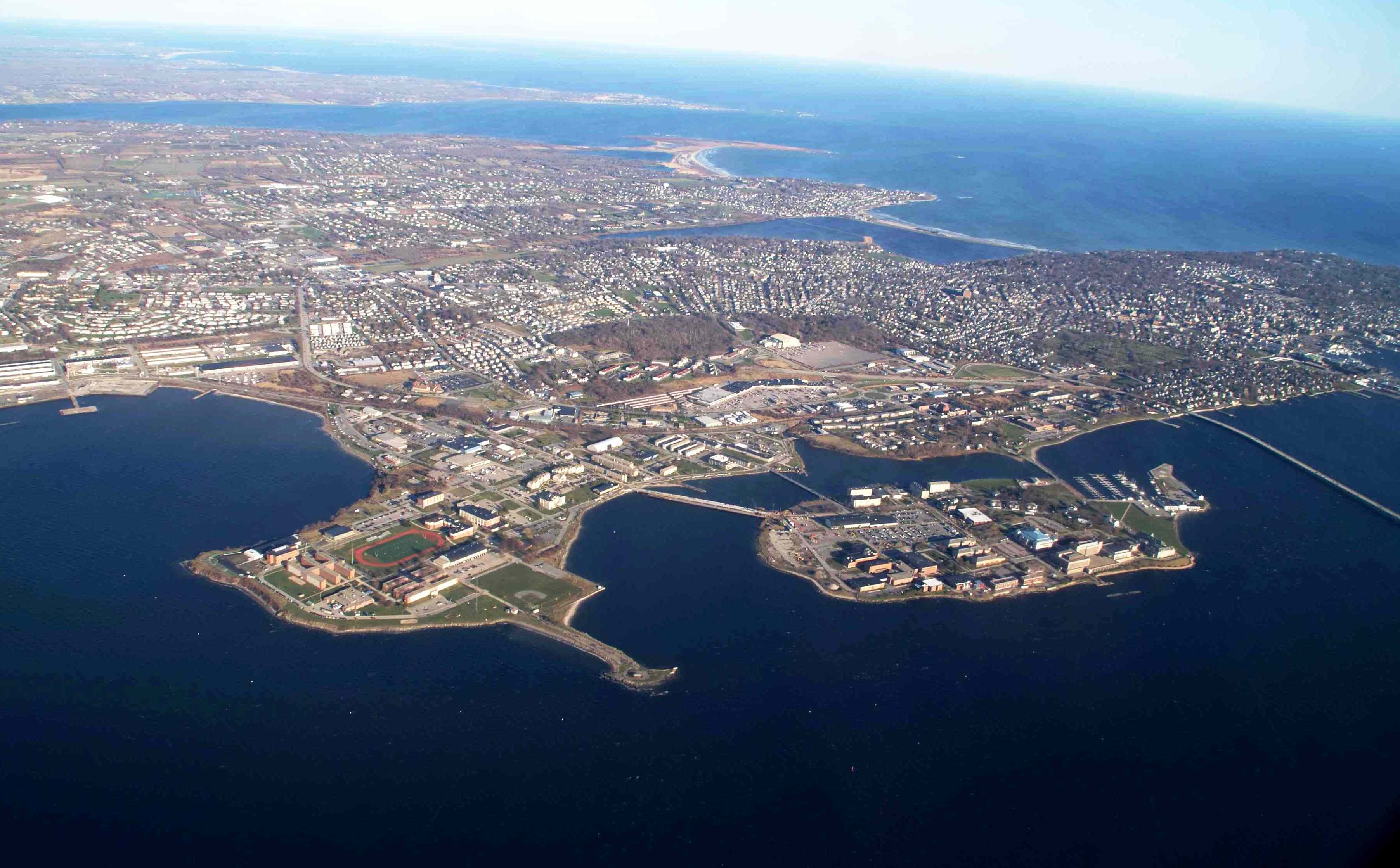
Flygfoto över Naval Station Newport från 2010.

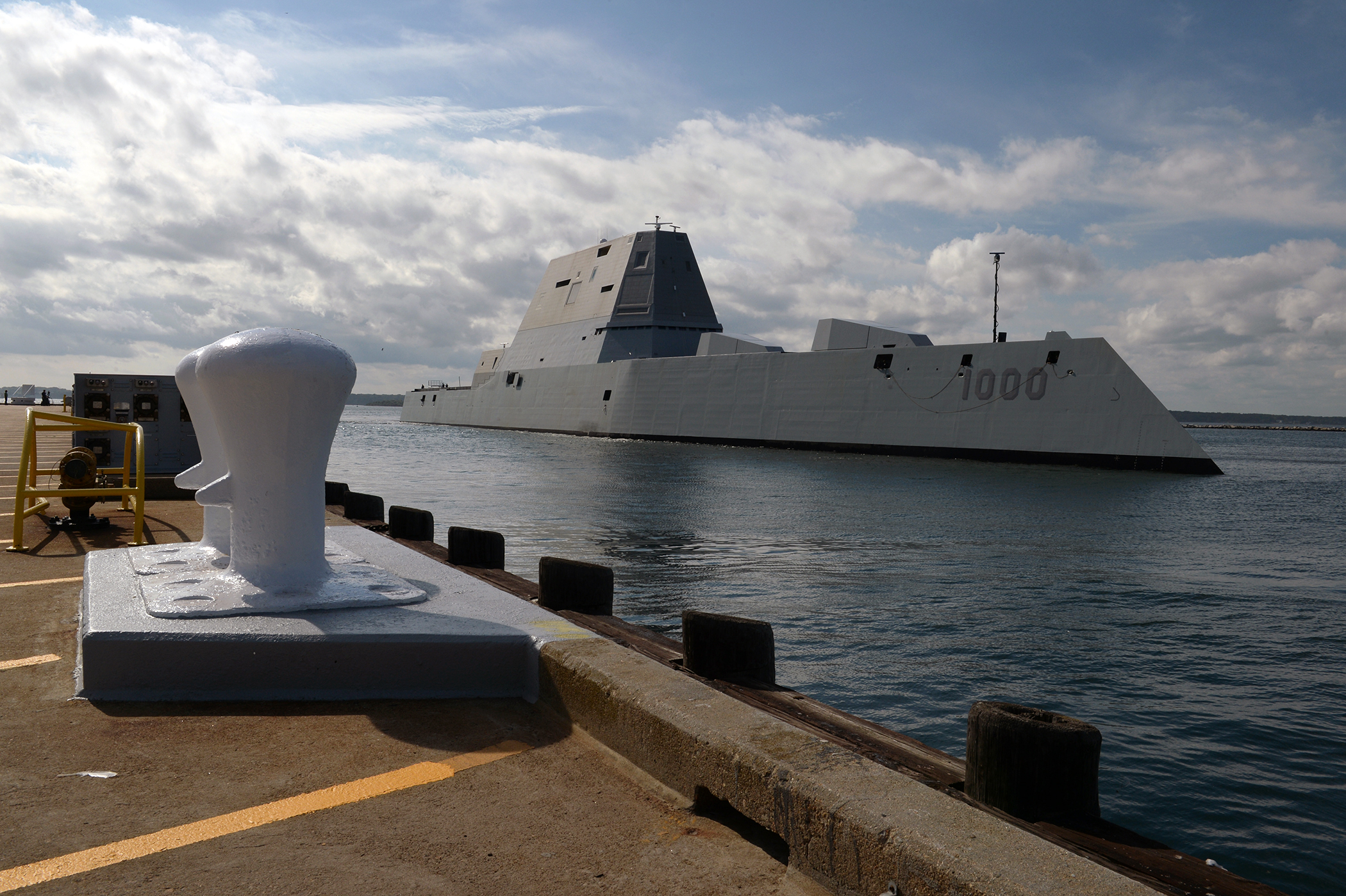
Robotjagaren USS Zumwalt (DDG-1000) anländer till Naval Station Newport under jungfrutur från varvet Bath Iron Works i Maine som första stopp på färden till San Diego, 8 september 2016.

Naval Station Newport (förkortning: NAVSTA Newport) är en örlogsstation tillhörande USA:s flotta som är belägen i städerna Newport och Middletown, Newport County i delstaten Rhode Island. 

## Bakgrund
Det har funnits en marinbas på platsen sedan 1883. Året där efter grundades Naval War College och dess andre rektor, Alfred Thayer Mahan, såg till att den låg i frontlinjen av sjömilitärt tänkande.
Efter att USA gick in i första världskriget 1917 expanderade utbildningsverksamheten i Newport kraftigt, från 7 215 (1916) till en utökning med ytterligare 10 000 mannar. Fram till 1970-talet var Newport hemmahamn för flera jagare, innan dessa flyttade till Naval Station Norfolk i Virginia.

## Verksamhet
Newport är numera primärt säte för flera utbildningsinstitutioner inom flottan som Naval War College, Senior Enlisted Academy, Naval Justice School, Navy Supply Corps School, Naval Undersea Warfare Center samt för flottans enda Officer Candidate School (OCS). 
Naval Station Newport används även som basering för fartyg i USA:s kustbevakning och National Oceanic and Atmospheric Administration (NOAA).